# Peter Winnen
Peter Winnen (nacido el 5 de septiembre de 1957 en Ysselsteyn, Venray, Limburg) fue un ciclista neerlandés, profesional entre los años 1980 y 1991.
Winnen tenía buenas cualidades en las etapas de montaña, como demuestran sus triunfos de etapa en el Tour de Francia, todos ellos en etapas de alta montaña, incluyendo dos triunfos en la mítica cima de Alpe d'Huez, en 1981 y 1983.
Fue en el Tour donde obtuvo sus mejores resultados como ciclista, quedando 3.º en 1983, 4.º en 1982 y 5.º en 1981.
Tras retirarse del ciclismo profesional, Winnen se dedicó a estudiar historia del arte y se convirtió en periodista deportivo, además de publicar varios libros, incluida una autobiografía llamada Van Santander naar Santander, posteriormente traducida como De Santander a Santander en 2022.
A finales de 1999, en el programa de televisión neerlandés Reporter, admitió junto a Steven Rooks y Maarten Ducrot haberse dopado durante su carrera. Winnen dijo que durante el Tour de Francia 1986 se sentía mal y decidió usar testosterona en lugar de abandonar. Durante su estancia en los equipos Raleigh, Panasonic y Buckler, Winnen usó testosterona, anfetaminas y corticosteroides.

## Palmarés
1979
- 1 etapa de la Vuelta a Lieja

1981
- 1 etapa del Tour de Francia y mejor joven

1982
- 1 etapa del Tour de Francia
- 2.º en el Campeonato de los Países Bajos de Ciclismo

1983
- 3.º en el Tour de Francia, más 1 etapa
- 1 etapa en la Vuelta a Suiza

1987
- 1 etapa en la Vuelta a Suiza

1990
- Campeonato de los Países Bajos de Ciclismo

## Resultados en Grandes Vueltas
| Carrera         | 1981 | 1982 | 1983 | 1984 | 1985 | 1986 | 1987 | 1988 | 1989 | 1990 | 1991 |
| --------------- | ---- | ---- | ---- | ---- | ---- | ---- | ---- | ---- | ---- | ---- | ---- |
| Giro de Italia  | -    | -    | -    | -    | -    | -    | 8º   | 8º   | 29º  | -    | -    |
| Tour de Francia | 5º   | 4.º  | 3.º  | 26.º | 15.º | Ab.  | -    | 9.º  | -    | Ab.  | -    |
| Vuelta a España | -    | -    | -    | -    | Ab.  | 15.º | -    | -    | -    | -    | Ab.  |
| Mundial en Ruta | 40.º | Ab.  | 20.º | Ab.  | -    | -    | -    | Ab.  | Ab.  | Ab.  | -    |

## Equipos
- IJsboerke-Warncke (1980)
- Capri Sonne (1981-1982)
  - Capri Sonne-Koga Miyata (1981)
  - Capri Sonne-Campagnolo-Merckx (1982)
- TI-Raleigh - Campagnolo (1983)
- Panasonic (1984-1989)
  - Panasonic-Raleigh (1984-1985)
  - Panasonic (1986)
  - Panasonic-Isostar (1987-1989)
- Buckler (1990-1991)